# Back office

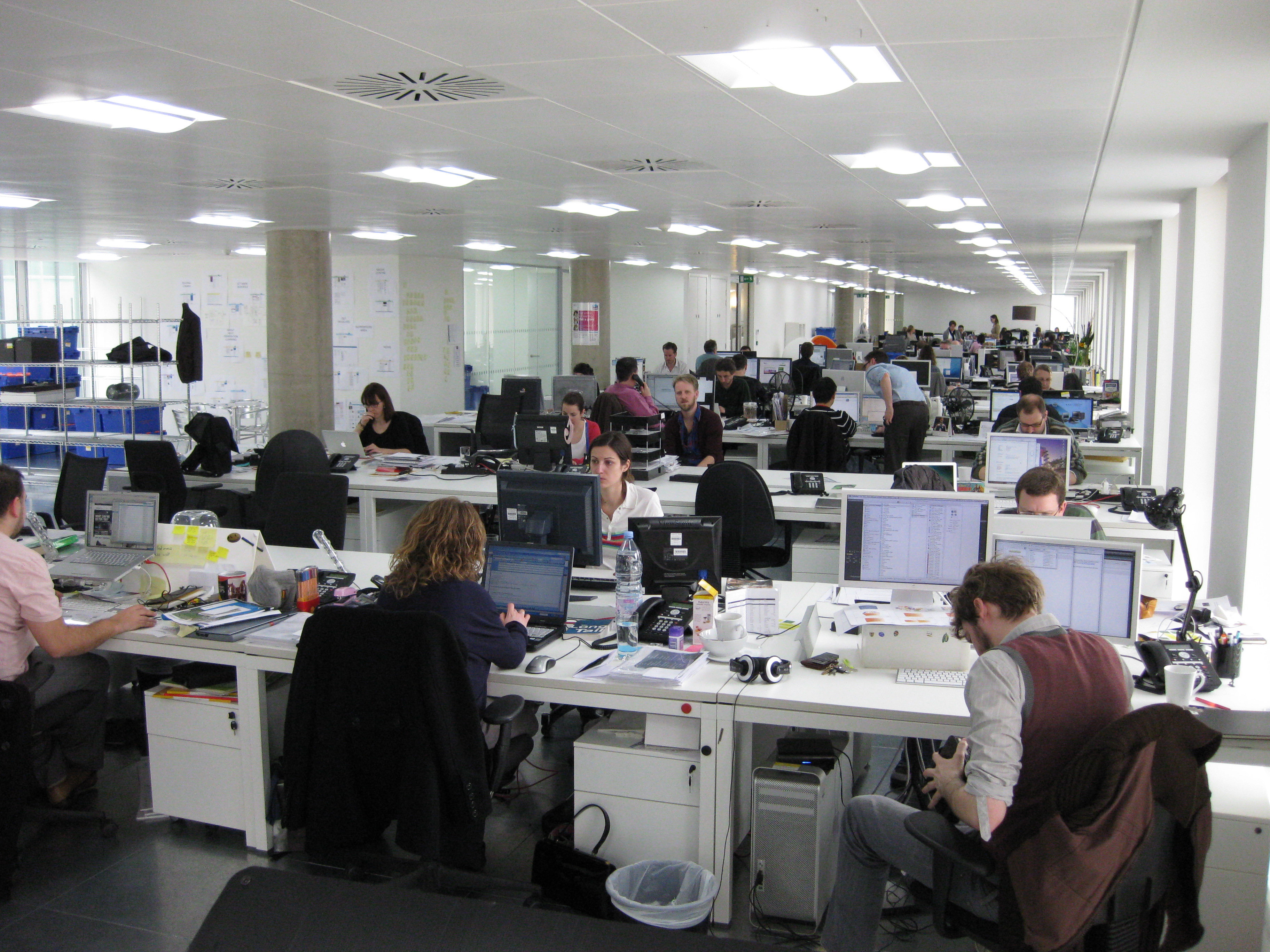
Back office

Back office – zaplecze administracyjne, funkcje wspomagające podstawową działalność lub procesy pomocnicze w organizacji lub przedsiębiorstwie (komplementarne w stosunku do front office).

## Opis
Termin jest związany z przyjętym sposobem podziału przestrzeni biurowej w kontekście realizowanych zadań – przypisuje do front office działy, posiadające kontakt z klientem (np. sprzedaż, obsługa klienta), umieszczając w back office zespoły odpowiedzialne za produkcję lub rozwój produktów, dostarczające narzędzia teleinformatyczne lub działy administracji.
Jednostki back office mogą być również zlokalizowane poza głównymi siedzibami przedsiębiorstw, realizacja ich zadań może być powierzona firmie zewnętrznej (model outsourcingowy). Back office wspiera funkcjonowanie organizacji w wielu obszarach, m.in.:
- wsparcia IT
- procesów finansowo-księgowych
- zarządzania danymi i dokumentami[4]
- podatków
- zarządzania zasobami ludzkimi